# 卡斯特罗切洛
卡斯特罗切洛（義大利語：Castrocielo），是意大利弗罗西诺内省的一个市镇。总面积27.93平方公里，人口4008人，人口密度143.5人/平方公里（2009年）。ISTAT代码为060022。